# 张成功案
张成功案是中華人民共和國河南省1980年代至2010年代發生的多起與張成功有關的刑事案件。
1985年至1987年期间，张成功先后强奸四名幼女、三名少女，利诱十四名青少年女性与其发生性关系；并在经营工程车辆修理中对主要配件以旧充新。三门峡市中级人民法院于1990年6月23日作出一审判决，以强奸罪、流氓罪、投机倒把罪并罚，对其判处死刑。张成功提出上诉。1991年9月29日，河南省高级人民法院二审改判其死刑缓期二年执行，1998年5月8日，河南省高级人民法院再审改判其有期徒刑十五年。刑满释放后，张成功又于2017年至2021年期间对七名幼女多次奸淫，并于2016年至2017年期间在项目施工中破坏河南省级文物保护遗址荥阳市陈沟遗址。
在政法队伍教育整顿期间，郑州警方于2021年3月侦办张成功涉嫌强奸犯罪一案时，发现张成功曾于1990年被判处死刑及经改判、保外就医、减刑出狱后又重新犯罪的情况。河南省高级人民法院即对张成功1985年至1987年期间所犯强奸罪、投机倒把罪、流氓罪一案的审判和刑罚执行情况进行全面审查，发现河南省高级人民法院1998年再审判决在认定事实和适用法律上确有错误，並于2021年9月28日决定对张成功进行再审。再审期间，郑州市中级人民法院于2021年10月22日对张成功2016年至2021年期间新犯强奸罪、故意损毁文物罪一案作出判决，以强奸罪、故意损毁文物罪并罚，判处张成功死刑。宣判后，张成功向河南省高级人民法院提出上诉。
2021年12月，河南省高级人民法院對张成功1985年至1987年期间所犯强奸罪、投机倒把罪、流氓罪再审案和2016年至2021年期间所犯强奸罪、故意损毁文物罪上诉案作出判决，数罪并罚，决定判处张成功死刑，剥夺政治权利终身。同時张成功案還涉公职人员徇私舞弊、权钱交易等问题，其中18人被采取留置措施，7人被采取刑事强制措施，46人受到党纪政务处分。
河南省高级人民法院将张成功的上诉和前案合并审理，决定判处张成功死刑，剥夺政治权利终身，并依法报请最高人民法院核准。最高人民法院经复核认为，本案判决认定事实清楚，证据确实、充分，定罪准确，量刑适当，审判程序合法，依法核准对张成功判处死刑的刑事判决。2021年12月24日，河南省郑州市中级人民法院遵照最高人民法院下达的执行死刑命令，依照法定程序对罪犯张成功执行死刑。检察机关依法派员临场监督。